# 三井情報
三井情報株式会社（みついじょうほう、英: Mitsui Knowledge Industry Co., Ltd.）は、東京都港区に本社を置く、日本のシステムインテグレーター（ユーザー系）である。三井物産の完全子会社。

## 概要
三井物産傘下のシステム関連企業数社が合併したネクストコム株式会社、三井物産の情報子会社であった三井情報開発株式会社が前身である。
2007年にネクストコムを存続会社として合併したのちも東京証券取引所に上場していたが、2015年1月に親会社である三井物産のTOBにより完全子会社となったため上場廃止となった。
月曜会の会員企業で、三井文庫の賛助会社である。

## 事業所
- 本社 - 東京都港区愛宕2-5-1 愛宕グリーンヒルズMORIタワー 14F
- 東中野オフィス - 東京都中野区東中野2-7-14 三井情報東中野ビル（自社ビル・旧三井情報開発本社）
- 北海道営業所 - 北海道札幌市中央区北2条西4-1 札幌三井JPビルディング 19F
- 東北営業所 - 宮城県仙台市青葉区一番町3-7-1 電力ビル本館 4F
- 北陸営業所 - 石川県金沢市広岡3-1-1 金沢パークビル 11F
- 中部支店 - 愛知県名古屋市中村区名駅4-8-18 名古屋三井ビルディング北館 19F
- 関西支社 - 大阪府大阪市北区中之島2-3-33 大阪三井物産ビル 6F
- 中国営業所 - 広島県広島市中区紙屋町1-2-22 広島トランヴェールビルディング 14F
- 四国営業所 - 香川県高松市寿町2-2-7 いちご高松ビル 5F
- 九州支店 - 福岡県福岡市博多区店屋町1-35 博多三井ビルディング2号館 8F
- 沖縄営業所 - 沖縄県那覇市松山1-1-19 JPR那覇ビル 12F

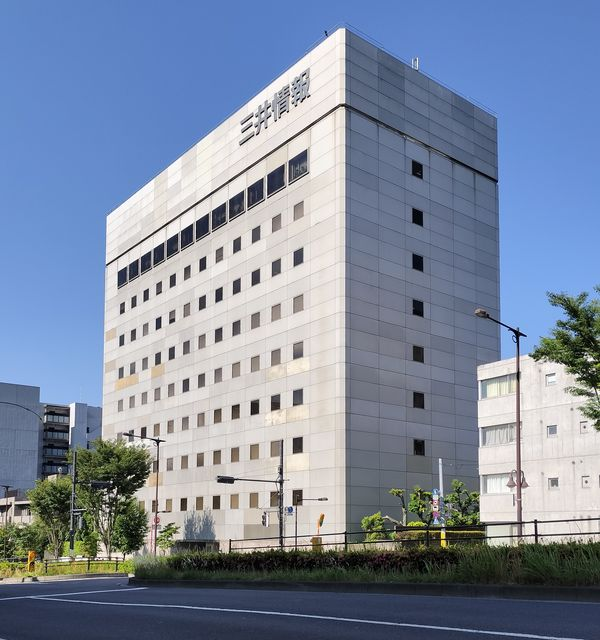
東中野オフィス

## 沿革
- 1967年（昭和42年）- 三井物産の情報システム部門が株式会社コンピュータシステムズサービスとして独立。
- 1970年（昭和45年）- コンピュータシステムズサービスが三井情報開発株式会社に社名変更。三井グループ19社が出資。
- 1991年（平成3年）6月 - 米国3Com社との合弁でスリーコム株式会社を設立。
- 1994年（平成6年）6月 - スリーコムをネクストコム株式会社に改称。
- 2000年（平成12年）9月 - ネクストコムが大阪証券取引所ナスダック・ジャパンに上場。
- 2004年（平成16年）
  - 4月 - ネクストコムが東京証券取引所第二部に上場。
  - 12月 - ネクストコムが三井物産グループのアダムネット株式会社、株式会社ビーエスアイを吸収合併。
- 2007年（平成19年）
  - 4月 - ネクストコムが三井情報開発を吸収合併、商号を三井情報株式会社に変更。同時に本社を東京都中央区に移転。
  - 10月 - 子会社MKIテクノサービス株式会社とエムケイアイソフトウェアサービス株式会社を統合し、MKIテクノロジーズ株式会社を設立。
- 2008年（平成20年）10月 - 東京都港区に愛宕グリーンヒルズに本社を移転。
- 2010年（平成22年）10月 - 子会社であるMKIネットワーク・ソリューションズを吸収合併[4]。
- 2011年（平成23年）
  - 2月 - 『SAP AWARD OF EXCELLENCE 2011』 を受賞。
  - 5月 - Amazon Web Servicesパートナーに認定。
  - 9月 - Microsoft Partner of the Year 2011を受賞。
  - 10月 - 子会社MKI (U.K.) , LTDを新設。シンガポール支店を開設。MKI (U.S.A.) , Inc. シアトル支店を開設。
- 2014年（平成26年）10月 - 親会社である三井物産が株式公開買付けを実施し94.33％の株式を取得[5]。
- 2015年（平成27年）1月 - 東京証券取引所の上場を廃止。三井物産の完全子会社となる[2]。
- 2017年（平成29年）
  - 3月 - MKI (U.S.A.), Inc. ヒューストン支店を開設。
  - 4月 - デジタルトランスフォーメーションセンター設立[6]。
- 2021年（令和3年）
  - 4月1日 - 同じく三井物産の子会社である三井物産エレクトロニクスを吸収合併[7]。
  - 11月1日 - 株式会社イットーソフトウェアの全株式を取得し、完全子会社化[8]。
- 2022年（令和4年）4月 - 株式会社BlueMemeと資本業務提携を締結[9]
- 2023年（令和5年）4月7日 - 持分法適用関連会社だった株式会社メビウスの全株式を取得し、完全子会社化[10]。

## 英語社名の由来
英語社名「Mitsui Knowledge Industry（略称：MKI）」は、2007年の社名変更時に採用されたものであり、前身企業の一つである三井情報開発の英語名「Mitsui Knowledge Development（MKD）」に由来している。
三井情報開発は、高度経済成長期において、物的資産への関心が高まる中で、知的財産（Knowledge）を事業の中心に据える方針を掲げていた。この理念を反映し、「Knowledge Development（知識開発）」という名称が用いられた。MKIはこの思想を継承し、情報通信産業における知識と技術の活用を重視する姿勢を社名に込めている

## 関連会社
- 三井物産【親会社】
- MKIテクノロジーズ株式会社【連結子会社】（東京都中野区東中野）
- 株式会社イットーソフトウェア【連結子会社】（東京都台東区上野）
- 株式会社メビウス【連結子会社】（新潟県新潟市中央区）
- MKI (U.S.A), Inc.【連結子会社】（アメリカ合衆国現地法人）
- MKI (U.K.) , LTD【連結子会社】（イギリス現地法人）
- MKI IT SOLUTIONS (ASIA PACIFIC) PTE. LTD.【連結子会社】（シンガポール現地法人）
- 株式会社BlueMeme【持分法適用関連会社】（東京都千代田区神田錦町）